# 石塚千尋
石塚千尋（日语：／ Ishizuka Chihiro），日本漫畫家。男性。出身和居住於青森縣弘前市。弘前電波高等學校畢業，日本工學院專門學校蒲田分校漫畫專科畢業（9期生）。

## 來歷
日本工學院專1時期，於《少年Magazine》（講談社）投稿創作受到編輯部注目開始邀稿。
2010年，《飛翔的魔女》作為新人漫畫獎佳作在《別冊少年Magazine》上發表，受到好評，專門學校畢業同時決定出道連載。兩年後，開始在同一雜誌上連載基於短篇版本的《飛翔的魔女》。

## 作品列表

### 連載
- 飛翔的魔女（《別册少年Magazine》2012年9月號[6]—連載中，已出版14冊）

### 短篇
- 飛翔的魔女（《別册少年Magazine》2010年8月號）
- Star Children（《別册少年Magazine》2020年1月號[7]）

## 外部連結
- 石塚千尋的X（前Twitter） （日語） （2013年5月3日 04:51:43—）※ UTC表示。